# Tandtechnicus

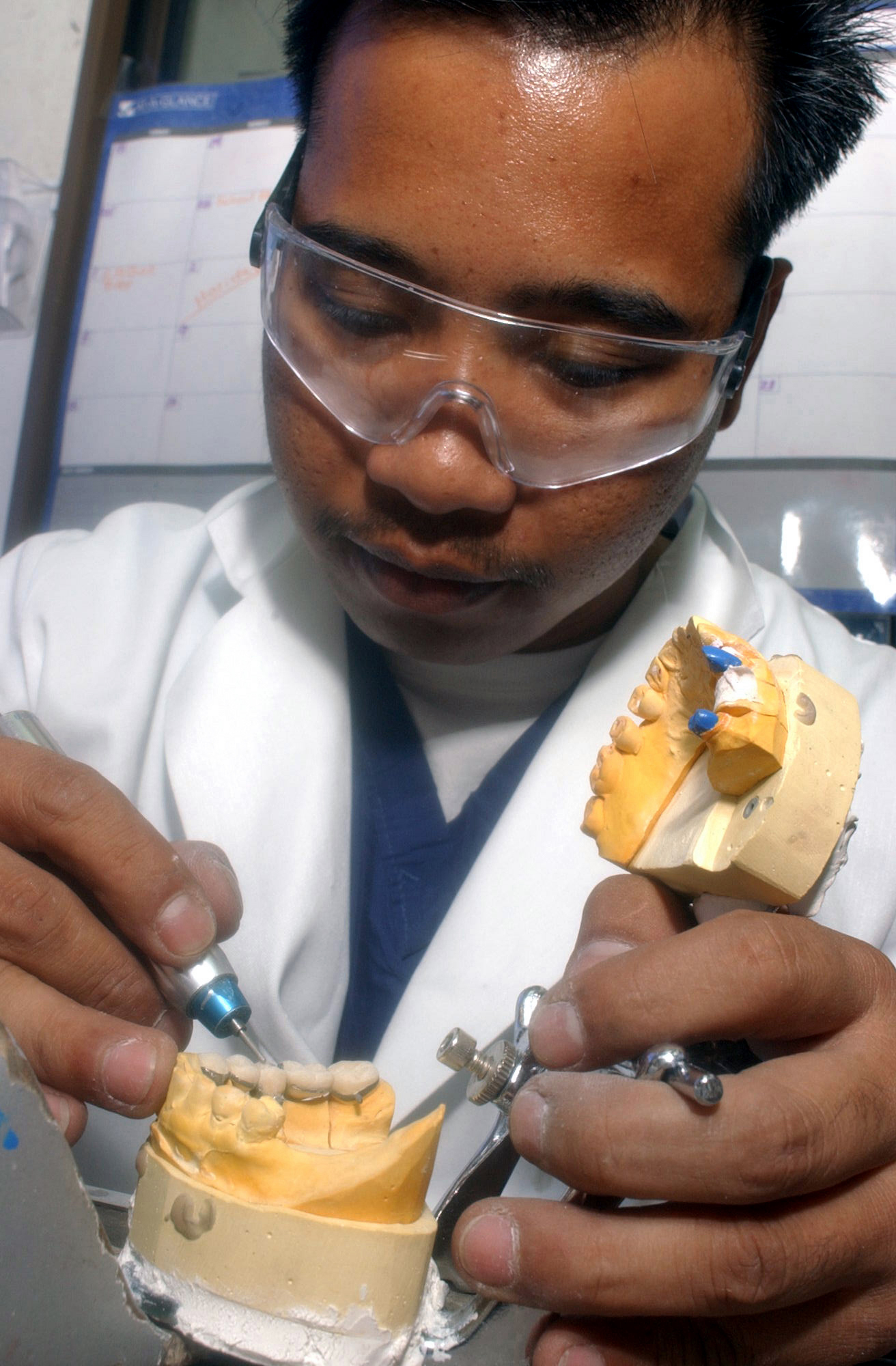
Een tandtechnicus.

Een tandtechnicus is iemand die tandheelkundige voorzieningen maakt voor het gebit van de patiënt. Hij/zij doet dit meestal in een tandtechnisch laboratorium in opdracht van een tandarts of ander tandheelkundig behandelaar, zoals een tandprotheticus, kaakchirurg of implantoloog..

Het gaat dan vooral om implantaten, bruggen, kronen of kunstgebitten. Deze voorzieningen zijn individueel en uniek, en zij mogen – met uitzondering van orthodontische werkstukken (zoals beugels) – niet van echt te onderscheiden zijn. 

## Opleiding

### Vlaanderen
- In Vlaanderen wordt men tandtechnicus via een leercontract of via een studierichting in het TSO: tandtechnieken. Er zijn scholen in Merksem, Oostende en Brussel. In Vlaanderen is dit een knelpuntberoep.

### Nederland
- In Nederland wordt een tandtechnicus opgeleid op mbo-niveau. De mbo-opleiding kan drie jaar duren (tot medewerker tandtechnicus) of vier jaar (tot tandtechnicus). De opleiding "IVT" (Instituut Vakopleiding Tandtechniek) wordt verzorgd door "Dutch HealthTec Academy" in Utrecht. Deze opleiding is een zogenoemde BBL leerweg. Dit betekent dat men 1 dag per week naar school gaat en de overige dagen werkt in een tandtechnisch laboratorium. In het laboratorium doet de student de ervaring op in de praktijk; de overige tijd wordt besteed aan theorielessen in opleidingsverband. Daarnaast is er aan de Hogeschool Utrecht een hbo-opleiding in deeltijd die opleidt tot tandprotheticus.

## Wetenswaardigheid
- De heilige Apollonia is de patroonheilige van de tandartsen en tandtechnici[1].